# Groß Bartensleben

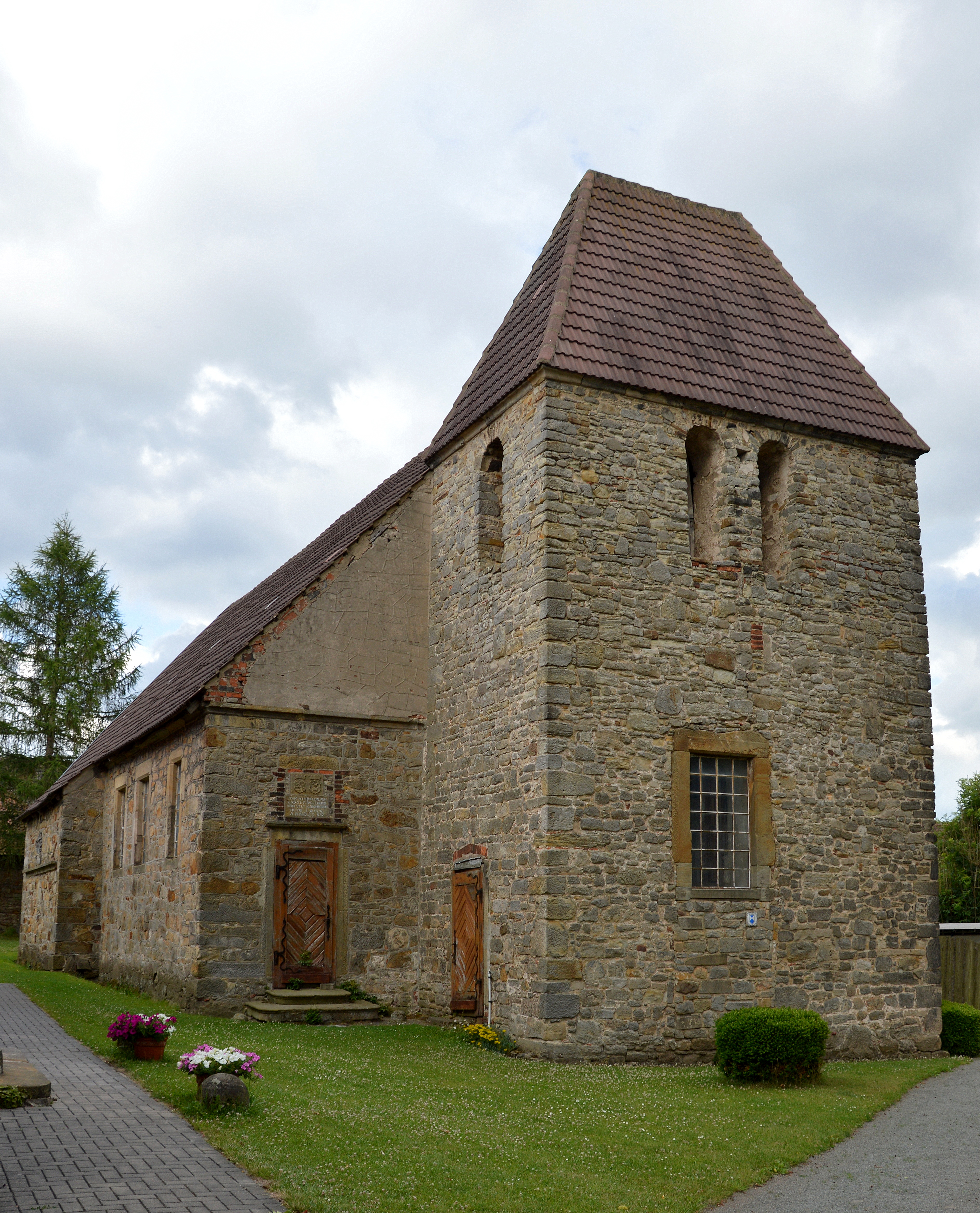
Gutskirche

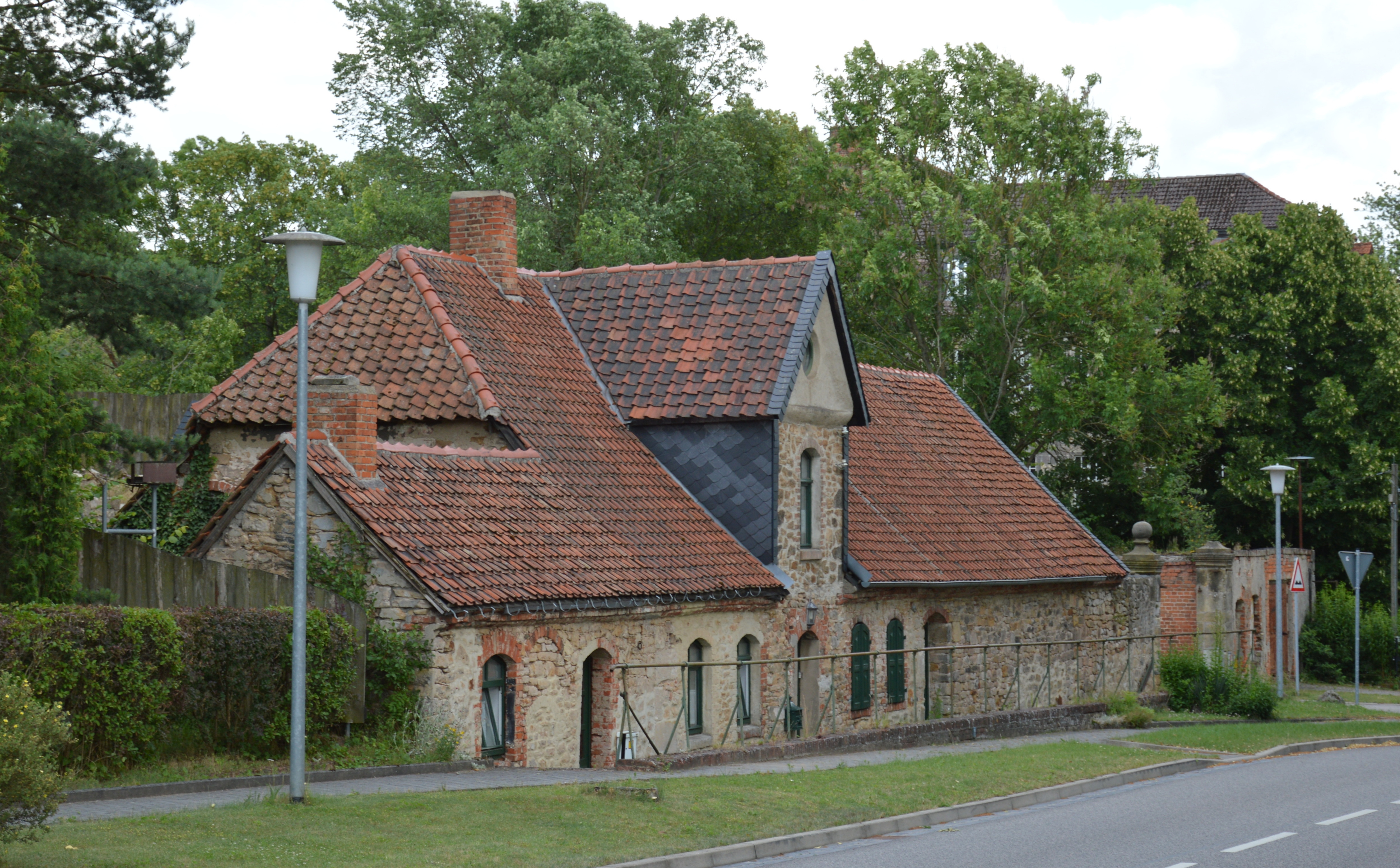
Gebäude an der Dorfstraße

Groß Bartensleben ist ein Ortsteil der Gemeinde Erxleben in Sachsen-Anhalt. Der Ortsteil hatte am 31. Dezember 2014 95 Einwohner.

## Lagen
Das Dorf liegt im Allertal, wobei die Aller westlich der Ortslage verläuft. Nördlich erstreckt sich der Bartenslebener Forst. Südlich liegt Morsleben, westlich Beendorf, östlich Klein Bartensleben. Durch Groß Bartensleben verläuft die Kreisstraße K 1144. Im Umfeld von Groß Bartensleben kommen geologisch Gipsnester im Boden vor. Durch Auswaschungen des Gipses kommt es in der Region hin und wieder zu Erdfällen.

## Geschichte
Eine erste Erwähnung von Bartensleben ist aus dem Jahr 1112 überliefert. Am südlichen Rand der heutigen Ortslage befand sich eine Wasserburg, aus der das heutige Schloss Bartensleben hervorgegangen ist. Den größten Teil des Orts nahm das Rittergut Groß Bartensleben, dessen Gebäude auch heute noch das Dorf prägen. Burg und Gut waren Stammsitz derer von Bartensleben.
Die Reformation wurde im Jahr 1563 durch Hans von Veltheim eingeführt, der für die Gutskirche Groß Bartensleben einen evangelischen Prediger berief.
In der Nacht vom 10. auf den 11. September 1807 überfiel die Räuberbande des Großen Karls die Sülzemühle bei Groß Bartensleben. Die Bewohner der Mühle wurden misshandelt und schwer verwundet.
In Groß Bartensleben lebten im Jahr 1885 173 Einwohner. Sie stieg dann über 224 Einwohner 1890 auf 297 Einwohner im Jahr 1895 und sank dann auf 227 im Jahr 1900. Bis 1919 stieg sie wieder auf 252 Menschen. Die Einwohnerzahl von Klein Bartensleben war jeweils größer.
Der Hauptteil des Gutsbezirks Groß Bartensleben wurde am 30. September 1928 mit der Landgemeinde Klein Bartensleben vereinigt; kleine Teile des Bezirkes kamen zu Schwanefeld und Alleringersleben. Klein Bartensleben wurde am 10. April 1929 in Bartensleben umbenannt. Am 1. Januar 2010 gelangte der Ortsteil Groß Bartensleben durch die Auflösung der Gemeinde Bartensleben mit weiteren Gemeinden zur Gemeinde Erxleben.

## Religion
Die einzige Kirche in Groß Bartensleben, die ehemalige Gutskirche, gehört zum Kirchenkreis Haldensleben-Wolmirstedt der Evangelischen Kirche in Mitteldeutschland.
Nachdem sich im Zuge der Flucht und Vertreibung Deutscher aus Mittel- und Osteuropa 1945–1950 auch im seit der Reformation lutherischen Groß Bartensleben wieder Katholiken niedergelassen hatten, erfolgte 1947 die Gründung der zur Pfarrvikarie St. Bernward (Sommerschenburg) gehörenden Kuratie Groß Bartensleben, und Groß Bartensleben bekam einen katholischen Seelsorger. Im Obergeschoss des Hauses Dorfstraße 30 wurde 1956 eine katholische Kapelle eingerichtet. Nachdem sich im Laufe der Zeit in der DDR die Zahl der Katholiken wieder verringert hatte, wurde die Kapelle wieder aufgegeben und profaniert. Katholiken in Groß Bartensleben gehören heute zur Pfarrei St. Marien Oschersleben mit der Filialkirche Herz Jesu (Eilsleben), die nächstliegende katholische Kirche mit regelmäßigen Gottesdiensten ist jedoch St. Ludgeri in Helmstedt.

## Sehenswürdigkeiten
Neben dem Schloss, der Gutskirche und dem Rittergut sind mehrere weitere Bauten im örtlichen Denkmalverzeichnis eingetragen.

## Persönlichkeiten
In Groß Bartensleben wurde der Unternehmer und Mitglied der Hamburgischen Bürgerschaft Theodor Dill (1797–1885) geboren.
Theodor Dill war ein Sohn des örtlichen Pfarrers Johann Valentin Christian Dill (1763–1840), der 1791 in sein Amt als Prediger zu Groß- und Klein Bartensleben eingeführt wurde und es bis zu seinem Tode 1840 ausübte.

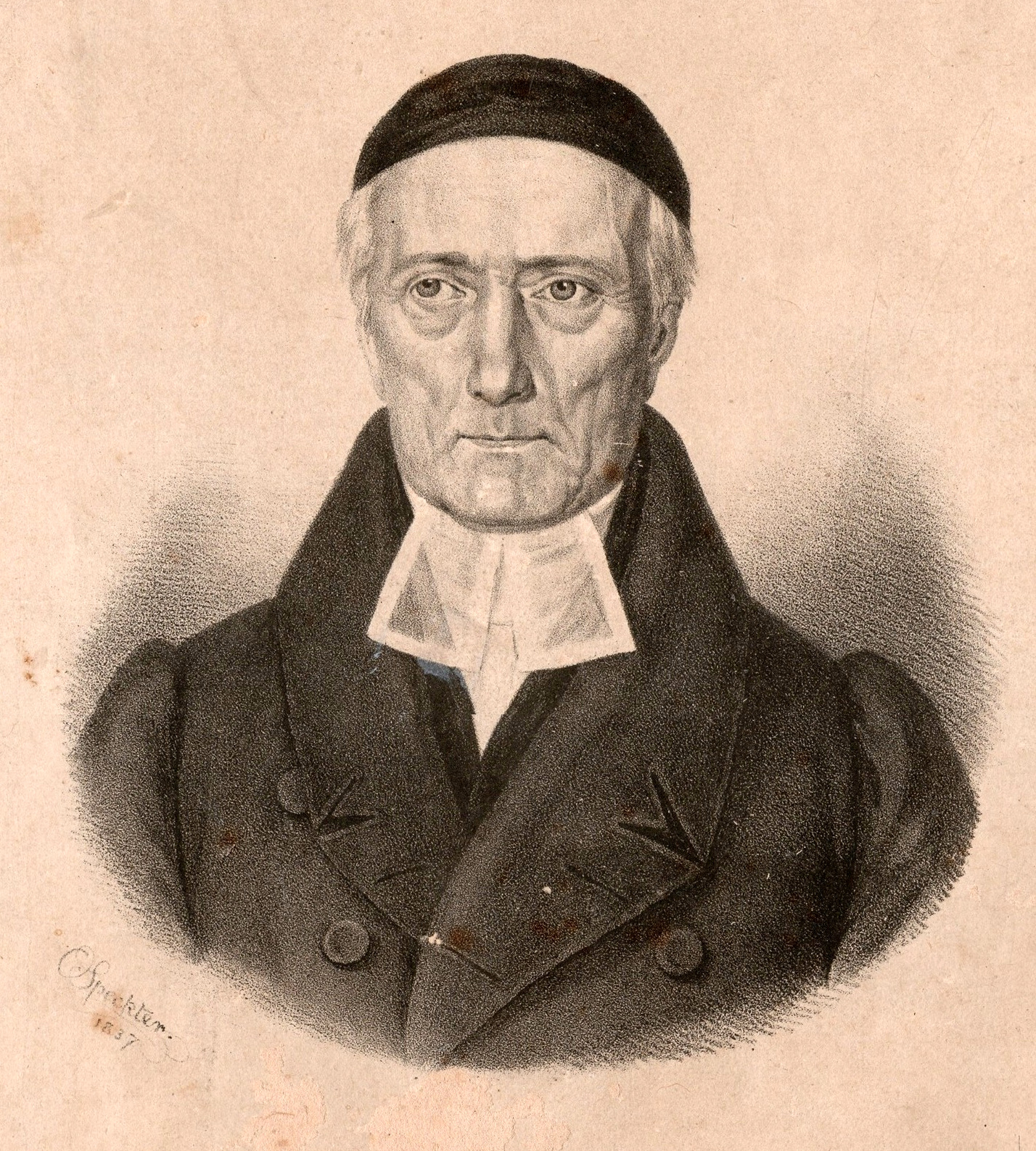
Dill J V C Specter

Auch die Fürstin von und zu Putbus Wanda Marie von Veltheim (1837–1867) und der NSDAP-Politiker Fritz Fröhlich (1887–1962) wurden im Dorf geboren.